# Mount Clemens
Mount Clemens ist eine Stadt im US-Bundesstaat Michigan. Die Stadt ist Sitz der County-Verwaltung (County Seat) von Macomb County. Im Jahr 2020 hatte Mount Clemens 15.697 Einwohner.

## Geografie
Die geografischen Koordinaten lauten 42° 36′ N, 82° 53′ W. Nach den Angaben des United States Census Bureaus hat die Stadt eine Fläche von 10,9 km², nahezu alles davon sind Landflächen. Durch das Stadtgebiet verläuft der Clinton River.
Über die Interstate 94 ist Mount Clemens mit Port Huron im Nordosten und Detroit im Südwesten verbunden. Die State Routes M-3, M-59 und M-97.

## Geschichte der Stadt
Mount Clemens wurde erstmals 1795 von Christian Clemens erkundet, der sich hier vier Jahre später niederließ. Clemens und sein Freund John Brooks erbauten eine Brennerei und ebneten das Land ein. 1818 wurde die Stadt nach Clemens benannt, 1821 erhielt der Ort ein Postamt, der Name des ersten Postmeisters war John Stockton. Die Gründungsakte für die Inkorporierung als Village wurde 1837 eingereicht, aber erst 1851 kam es zur Gründung. 1879 wurde das Village zur City erhoben. Der Gründer der Ortschaft, Christian Clemens ist im Clemens Park begraben.
Früher waren Mineralbäder ein wesentlicher Wirtschaftszweig in der Stadt, einst gab es 11 Badehäuser in Mount Clemens. Das erste davon entstand 1873 und entstand an der Kreuzung von Jones und Water Street. Es brannte 1883 ab und wurde im Jahr darauf wieder aufgebaut und erweitert. Im Laufe der Jahre hielten sich Filmschauspieler wie Clark Gable und Mae West, die Sportler Babe Ruth und Jack Dempsey, der Nachrichtenmagnat William Randolph Hearst und zahlreiche Angehörige der Familie Vanderbilt zu Kuraufenthalten in der Stadt auf.

## Demografische Daten
Zum Zeitpunkt des United States Census 2000 bewohnten Mount Clemens 17.312 Personen. Die Bevölkerungsdichte betrug 1583,9 Personen pro km². Es gab 7546 Wohneinheiten, durchschnittlich 690,4 pro km². Die Bevölkerung Mount Clemenss bestand zu 75,79 % aus Weißen, 19,61 % Schwarzen oder African American, 0,73 % Native American, 0,49 % Asian, 0,02 % Pacific Islander, 0,76 % gaben an, anderen Rassen anzugehören und 2,59 % nannten zwei oder mehr Rassen. 2,33 % der Bevölkerung erklärten, Hispanos oder Latinos jeglicher Rasse zu sein.
Die Bewohner Mount Clemens’ verteilten sich auf 7073 Haushalte, von denen in 24,7 % Kinder unter 18 Jahren lebten. 35,2 % der Haushalte stellten Verheiratete, 14,7 % hatten einen weiblichen Haushaltsvorstand ohne Ehemann und 45,5 % bildeten keine Familien. 39,2 % der Haushalte bestanden aus Einzelpersonen und in 13,2 % aller Haushalte lebte jemand im Alter von 65 Jahren oder mehr alleine. Die durchschnittliche Haushaltsgröße betrug 2,21 und die durchschnittliche Familiengröße 2,99 Personen.
Die Bevölkerung verteilte sich auf 21,6 % Minderjährige, 9,0 % 18–24-Jährige, 34,3 % 25–44-Jährige, 21,7 % 45–64-Jährige und 13,4 % im Alter von 65 Jahren oder mehr. Das Durchschnittsalter betrug 36 Jahre. Auf jeweils 100 Frauen entfielen 107,1 Männer. Bei den über 18-Jährigen entfielen auf 100 Frauen 105,8 Männer.
Das mittlere Haushaltseinkommen in Mount Clemens betrug 37.856 US-Dollar und das mittlere Familieneinkommen erreichte die Höhe von 50.518 US-Dollar. Das Durchschnittseinkommen der Männer betrug 41.005 US-Dollar, gegenüber 27.896 US-Dollar bei den Frauen. Das Pro-Kopf-Einkommen belief sich auf 21.741 US-Dollar. 14,1 % der Bevölkerung und 10,0 % der Familien hatten ein Einkommen unterhalb der Armutsgrenze, davon waren 20,1 % der Minderjährigen und 11,9 % der Altersgruppe 65 Jahre und mehr betroffen.

## Persönlichkeiten
- Stuart A. Aaronson (* 1942), Krebsforscher
- Allen Vigneron (* 1948), römisch-katholischer Erzbischof von Detroit
- Dan Keczmer (* 1968), Eishockeyspieler
- Chris Valicevic (* 1968), Eishockeyspieler
- John Wojciechowski (* 1973), Jazzmusiker
- Uncle Kracker (* 1974), Rockmusiker
- Jon Insana (* 1980), Eishockeyspieler
- Rich Froning Jr. (* 1987), CrossFit-Athlet